# Catena Campo Tencia-Zucchero-Madone Grosso
La Catena Campo Tencia-Zucchero-Madone Grosso è un massiccio montuoso delle Alpi Lepontine. Si trova in Svizzera nel Canton Ticino. Prende il nome dalle tre montagne più significative del gruppo: il Campo Tencia, il Monte Zucchero ed il Madone Grosso.

## Geografia
Il massiccio raccoglie le montagne tra la Valle Maggia (ad ovest) e la Val Leventina e Valle Riviera (ad est).
Ruotando in senso orario i limiti geografici sono: Passo del Naret, Val Bedretto, Val Leventina, Valle Riviera, Piano di Magadino, Locarno, Valle Maggia, Val Lavizzara, Val Sambuco, Passo del Naret.

## Classificazione
La SOIUSA individua la Catena Campo Tencia-Zucchero-Madone Grosso come un supergruppo alpino e vi attribuisce la seguente classificazione:
- Grande parte = Alpi Occidentali
- Grande settore = Alpi Nord-occidentali
- Sezione = Alpi Lepontine
- Sottosezione = Alpi Ticinesi e del Verbano
- Supergruppo = Catena Campo Tencia-Zucchero-Madone Grosso
- Codice = I/B-10.II-D

## Suddivisione
Il gruppo montuoso è suddiviso in tre gruppi e undici sottogruppi:
- Gruppo del Campo Tencia i.s.a. (9)
  - Gruppo del Poncione di Vespero (9.a)
  - Gruppo del Pizzo Campolungo (9.b)
  - Gruppo del Pizzo Campo Tencia (9.c)
  - Gruppo del Pizzo Barone (9.d)
- Gruppo del Maggia (10)
  - Gruppo del Monte Zucchero (10.a)
  - Gruppo del Pizzo delle Pecore (10.b)
  - Gruppo del Poncione Piancascia (10.c)
- Gruppo della Verzasca (11)
  - Gruppo del Madom Gröss (11.a)
  - Gruppo della Cima di Gagnone (11.b)
  - Gruppo del Poncione Rosso (11.c)
  - Gruppo del Pizzo di Vogorno (11.d)

Il Gruppo del Campo Tencia i.s.a. si trova a nord; il Gruppo del Maggia si trova tra la Valle Maggia e la Valle Verzasca ed, infine, il Gruppo della Verzasca è collocato tra la Valle Verzasca e la Valle Riviera.

## Monti

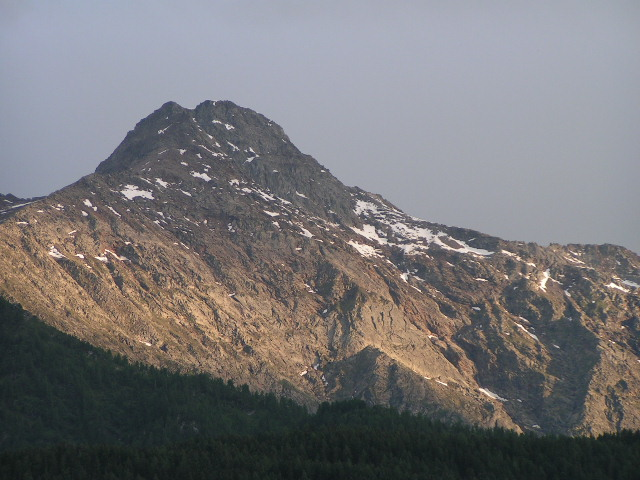
Il Pizzo Forno.

- Campo Tencia - 3.071 m
- Pizzo Forno - 2.907 m
- Pizzo Barone - 2.864 m
- Madone Grosso - 2.741 m
- Monte Zucchero - 2.736 m
- Poncione di Vespero - 2.717 m
- Pizzo Campolungo - 2.713 m
- Cima di Gagnone - 2.518 m
- Poncione Rosso - 2.505 m
- Pizzo di Vogorno - 2.442 m
- Poncione di Piota - 2.439 m
- Cima dell'Uomo - 2.390 m
- Pizzo delle Pecore - 2.381 m
- Poncione Piancascia - 2.360 m
- Cima di Visghéd - 1.937 m
- Sassariente - 1.767 m